# Raphaël Glucksmann
Pour les articles homonymes, voir Glucksmann.
Raphaël Glucksmann, né le 15 octobre 1979 à Boulogne-Billancourt (Hauts-de-Seine), est un homme politique français.
Fils du philosophe et essayiste André Glucksmann, il est réalisateur de documentaires dans les années 2000 puis obtient une première expérience politique en devenant conseiller spécial de 2009 à 2012 de Mikheil Saakachvili, président néolibéral de la Géorgie. Il est ensuite essayiste, chroniqueur à France Inter et directeur du Nouveau Magazine littéraire en 2017.
Après un passage du côté de la droite à Alternative libérale en 2007 avec une position atlantiste, il s'oriente vers le centre gauche de tendance libérale et la social-démocratie europhile, puis lance en 2018 le mouvement politique Place publique, destiné à rassembler la gauche proeuropéenne.
À la tête d'une liste réunissant Place publique, le Parti socialiste et Nouvelle Donne, il est élu député européen à partir de 2019. Siégeant au sein de la commission des affaires étrangères et de la commission du commerce international et occupant la vice-présidence de la sous-commission des droits de l'homme, il s'affiche en faveur du fédéralisme européen, s'engage contre le génocide culturel des Ouïghours, défend le Pacte vert pour l'Europe et soutient l'intégration de l'Ukraine à l'Union européenne ou encore une réforme du règlement Dublin III.

## Situation personnelle

### Famille et formation
Raphaël Glucksmann naît le 15 octobre 1979, à Boulogne-Billancourt (Hauts-de-Seine). Son père est le philosophe André Glucksmann, issu d'une famille juive ashkénaze française, et sa mère est Françoise Glucksmann, née Villette, la fille de la philosophe Jeannette Colombel.
Il étudie à Paris au lycée Lamartine, puis en classe préparatoire littéraire (hypokhâgne-khâgne), au lycée Henri-IV. De 1999 à 2003, il étudie à l'Institut d'études politiques de Paris,.

### Carrière professionnelle
Il effectue un séjour de sept mois en Algérie, comme journaliste, au quotidien généraliste Le Soir d'Algérie.
En mars 2003, encore étudiant, il fonde avec une dizaine de personnes, et avec l'aide de son père et de ses amis, l'association Études sans frontières, ce qui permet le 20 septembre 2003 à neuf étudiants venus de Tchétchénie d'étudier dans des écoles et universités parisiennes.
En 2004, en collaboration avec David Hazan, Pierre Mézerette et Michel Hazanavicius, il réalise le documentaire Tuez-les tous ! qui pointe la responsabilité de la France dans le génocide des Tutsis au Rwanda. Mis en cause, Édouard Balladur et Hubert Védrine produisent des droits de réponse à ce documentaire.
Entre novembre 2004 et janvier 2005, il réalise avec David Hazan un documentaire sur la révolution orange en Ukraine, ayant installé leurs caméras sur la place de l'Indépendance à Kiev,.
Aux côtés de son père, Raphaël Glucksmann est un des contributeurs de la revue néoconservatrice Le Meilleur des Mondes, publiée entre 2006 et 2008 par le Cercle de l'Oratoire, un cercle de réflexion fondé par différentes sensibilités pro-américaines en France,. Il fait partie du comité éditorial et figure au sommaire des trois premiers numéros.
À la rentrée 2017, Raphaël Glucksmann est chroniqueur dans Questions politiques, émission d'Ali Baddou diffusée chaque dimanche sur France Info et sur France Inter. Lors d'une émission en mars 2018, il participe avec Natacha Polony à un débat sur le génocide des Tutsis au Rwanda en 1994. À l'issue de l'échange, celle-ci est poursuivie devant le tribunal correctionnel pour contestation de génocide et relaxée en 2022. Le tribunal a conclu que Natacha Polony n'a plus été en mesure de s'expliquer à partir du moment où Raphaël Glucksmann a relevé l'expression « des salauds face à d’autres salauds », dans laquelle il a vu une référence implicite à la théorie du double génocide. En novembre 2018, il arrête l'émission pour se consacrer à son élection politique en fondant le mouvement Place publique,.
De décembre 2017 à la fin de l'été 2018, il est directeur de la rédaction du Nouveau Magazine littéraire, qui se présente comme une revue de débats de la « gauche hors les murs », et qui ouvre son capital à 40 % à quatre actionnaires externes, parmi lesquels Claude Perdriel, Bruno Ledoux et Xavier Niel. En août 2018, après l'échec commercial du magazine, Raphaël Glucksmann est congédié faute de résultats selon Claude Perdriel mais il affirme que la véritable raison sont ses critiques envers Emmanuel Macron,,.

### Vie privée
En 2009, Raphaël Glucksmann épouse Eka Zgouladze, alors femme politique géorgienne,, membre de gouvernements de droite, qui a aussi obtenu la nationalité ukrainienne. Le couple a un fils, né en 2011.
Il est en couple depuis 2015 avec la journaliste et animatrice audiovisuelle Léa Salamé, rencontrée la même année lors de l'émission de télévision On n'est pas couché. En 2017, ils ont un fils.
Interrogé, en 2018, dans l'émission d'Arte 28 Minutes, sur son profil socioculturel, il reconnaît être né dans un milieu aisé, « mondialisé », et déplore la fracture entre deux franges de la population française pour le risque démocratique qu'elle engendre :

« Quand je vais à New York ou à Berlin, je me sens plus chez moi, a priori, culturellement, que quand je me rends en Picardie, et c’est bien ça le problème. Ce qu’il faut essayer de faire, c’est sortir de soi-même et essayer de comprendre — ce que ne fait majoritairement plus l'élite française — qu'on peut parfaitement soi-même trouver géniale cette émancipation vis-à-vis de tout type de structure collective mais que ça nous permet pas de faire un peuple. Or il n'y a pas de démocratie si on ne fait pas un peuple,. »

## Parcours politique

### Passage à Alternative libérale (2006-2007)
En septembre 2006, Raphaël Glucksmann est annoncé par Édouard Fillias, président de Alternative libérale - parti favorable au libéralisme politique comme au libéralisme économique - comme candidat pour le parti aux élections législatives de 2007 dans la cinquième circonscription de Paris. Il nie toutefois en 2019 avoir voulu se présenter, ce que dément Édouard Fillias qui affirme qu'il s'est retiré avant le dépôt officiel des candidatures : les archives du site web de Alternative libérale indiquant qu'il figurait sur la liste des candidats jusqu'en mars 2007. Les deux hommes convergent néanmoins sur le fait que Raphaël Glucksmann n'était pas en accord avec les idées du mouvement, notamment sur la Sécurité sociale,,. 

### Engagement en Europe de l'Est (2008-2014)

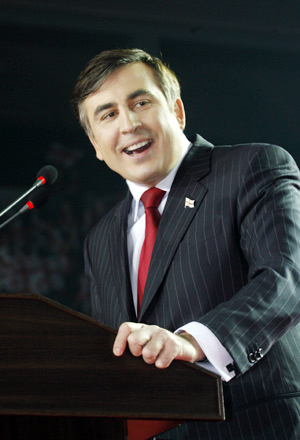
Mikheil Saakachvili, président de la Géorgie entre 2004 et 2013, dont Raphaël Glucksmann fut un proche conseiller.

En août 2008, à la suite d'une altercation avec le général russe Borissov (en), chef des troupes d'invasion lors de la deuxième guerre d'Ossétie du Sud, Raphaël Glucksmann se rend en Géorgie pour se mettre au service de Mikheil Saakachvili, président néolibéral au pouvoir qu'il avait déjà rencontré en 2004 à Kiev. Son départ en Géorgie aurait également été initié par Bernard-Henri Lévy, ami de sa famille, après un appel téléphonique. Il écrit à cette époque au sujet de la Géorgie que « certes, Saakachvili n'est pas Gandhi. Mais, sous son impulsion, la Géorgie a changé de visage. [...] Le gouvernement est formé de jeunes gens dont la double nationalité américaine, anglaise ou israélienne fait ressembler Tbilissi à une Babel occidentale plantée au cœur du Caucase ». Il ouvre une « Maison de l'Europe » à Tbilissi.
En 2009, il est son conseiller officiel et le considère comme « avant tout un ami ». Il sensibilise Saakachvili à la question de l'intégration de la Géorgie dans l'Europe et participe aux discussions avec l'Union européenne face à la menace du pays, en affrontement direct avec la Russie dirigée par Vladimir Poutine. En Géorgie, il « se flatte de servir d’intermédiaire » avec le président français Nicolas Sarkozy et de défendre l'image du pays à l'extérieur, sur fond de souhait d'une adhésion à l'UE, voire à l'OTAN,. Il participe également à l'écriture des discours du chef de l'État,.
En 2012, il est marié à Eka Zgouladze, ministre de l'Intérieur géorgienne et le couple quitte la Géorgie pour l'Ukraine, dans un contexte de crise politique et de manifestations visant Saakachvili. Là-bas, il participe au mouvement Euromaïdan et sa femme devient vice-ministre de l'intérieur au sein du gouvernement de l'Ukraine durant environ un an et demi. En 2013, Saakachvili est battu à l'élection présidentielle par le candidat pro-russe, soutenu par l'Église orthodoxe. En 2013, après le refus de l'Ukraine, alors dirigée par Viktor Ianoukovitch, de signer le rapprochement avec l'Union européenne via un accord de libre-échange, Raphaël Glucksmann se rend à Kiev dès le début des manifestations d'Euromaïdan.
Il y conseille notamment gratuitement l'ex-boxeur et politicien Vitali Klitschko — candidat à l'élection présidentielle ukrainienne de 2014 avant de se désister en faveur de Petro Porochenko — pour qui il écrit ses discours et développe ses contacts en Europe et aux États-Unis. Avec Giorgi Arveladze (en), il envisage de créer un think tank pour faire de Kiev une vitrine de la démocratie européenne et d'opposition à Vladimir Poutine, tout en proposant aux candidats un catalogue de réformes. Le journal Le Monde mentionne alors qu'il « a fait des soulèvements nationaux son fonds de commerce » ; Raphaël Glucksmann se décrit lui à l'époque comme « consultant en révolution ».

### Lancement de Place publique et première campagne européenne (2018-2019)

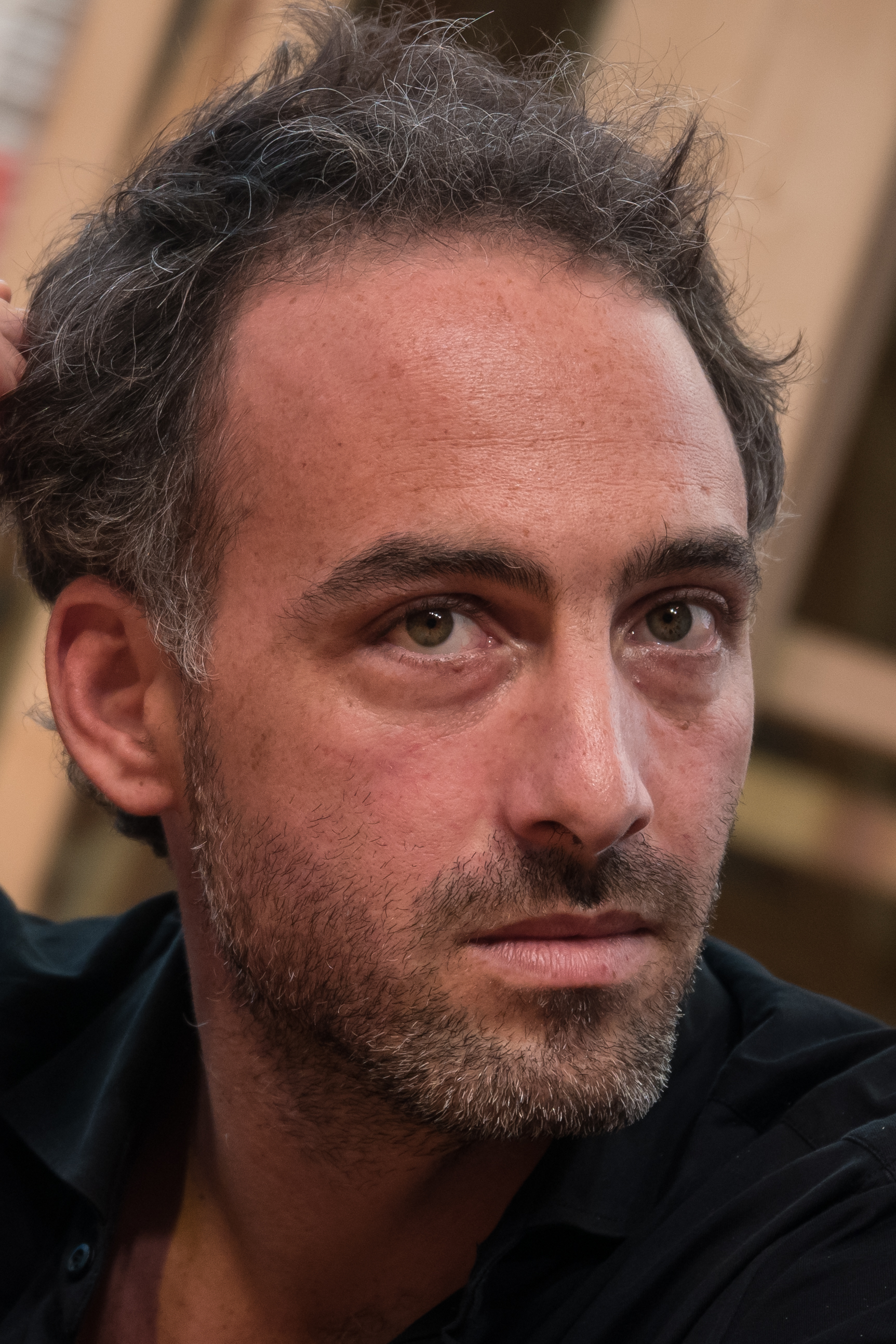
Raphaël Glucksmann en 2017.

En octobre 2018, Raphaël Glucksmann participe à la fondation de Place publique, avec la présidente de l'association Bloom Claire Nouvian, l'économiste Thomas Porcher, l'homme politique socialiste Jo Spiegel et d'autres personnalités du monde associatif et politique.
Dès sa fondation, la vocation affichée de Place publique est d'unifier la gauche proeuropéenne et de proposer une alternative à La France insoumise, en vue des élections européennes de 2019. La proposition du mouvement est rejetée par Europe Écologie Les Verts et n'aboutit ni avec Génération.s ni avec le Parti communiste français,. Le 16 mars 2019, la direction du Parti socialiste décide de soutenir Raphaël Glucksmann à la tête d'une liste d'alliance avec Place publique et Nouvelle Donne aux européennes. Cette décision suscite des critiques au sein de Place publique, que décide de quitter Thomas Porcher, dénonçant une « trahison » et l'absence de « vote en interne » sur la question,. Claire Nouvian quitte également le mouvement et expose huit mois après les élections européennes les motifs de son départ lors d'une interview accordée au Nouvel Obs décrivant des « pratiques politiques exécrables » et une incompatibilité de personnalité avec Raphaël Glucksmann,,.
Pour Le Monde diplomatique, Glucksmann investit avec cette liste le centre gauche au profit de la désintégration du Parti socialiste. Le 26 mai 2019, il est élu député européen, sa liste étant arrivée en sixième position, avec 6,2 % des suffrages exprimés et l'obtention de six sièges,.

### Député européen (depuis 2019)

#### Premier mandat européen (2019-2024)
Une fois investi au Parlement européen, il est désigné vice-président de la sous-commission des droits de l'homme sous la présidence de la socialiste belge Marie Arena et siège à la Commission des affaires étrangères et celle du commerce international,. Il plaide au niveau national à un dépassement des partis politiques pour permettre à la gauche de prendre le pouvoir, ce qui lui vaut quelques tensions avec le premier secrétaire du Parti socialiste Olivier Faure.
Le 23 septembre 2020, Raphaël Glucksmann est élu président de la Commission spéciale sur l'ingérence étrangère dans l'ensemble des processus démocratiques de l'Union européenne, y compris la désinformation. Il dénonce publiquement les persécutions de la minorité Ouïghours par le gouvernement de Xi Jinping,, ce qui lui vaut d'être mis sur liste noire et interdit d'entrée sur le territoire chinois.
Lors des élections législatives de 2022, il indique des désaccords avec La France insoumise, mais apporte son soutien à la Nouvelle Union populaire écologique et sociale.

#### Campagnes électorales de 2024

##### Troisième homme des élections européennes

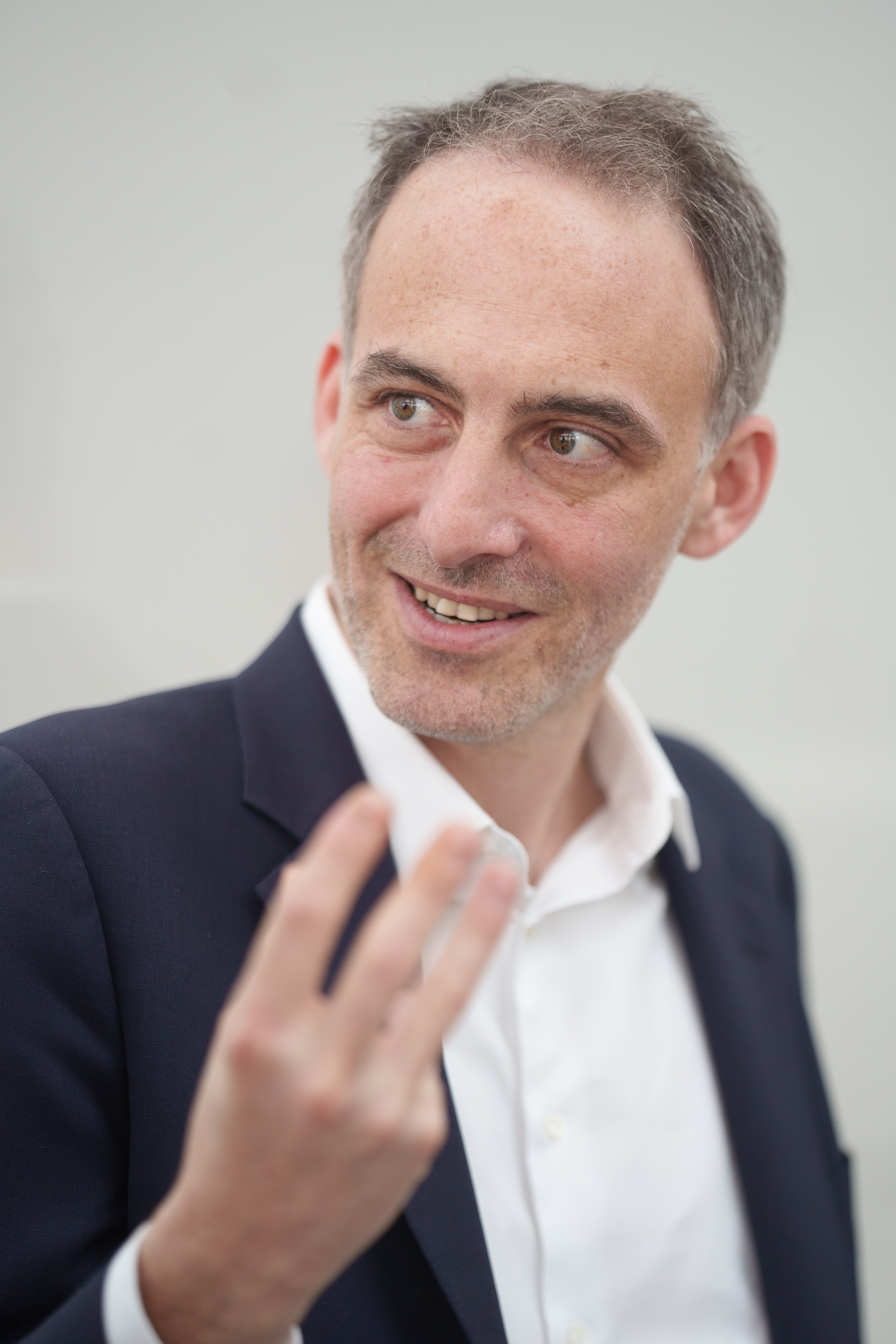
Raphael Glucksmann au congrès du Parti socialiste européen en mars 2024.

Raphaël Glucksmann annonce en septembre 2023 sa candidature aux élections européennes de 2024 avec comme slogan « Le combat continue », en principe avec le Parti socialiste qui n'a alors pas encore choisi sa tête de liste. L'alliance entre les deux mouvements est finalement reconduite et il est annoncé à nouveau tête de liste le 1er février 2024.   
Sa campagne se déroule toutefois dans un contexte de forte tension en raison de la guerre entre Israël et le Hamas : alors à Saint-Étienne pour les festivités du 1er mai, il est contraint de quitter la manifestation sous des jets de peinture, une action revendiquée par les Jeunes Communistes et des militants de La France insoumise, en raison de ses prises de positions jugées trop timides sur les évènements de Gaza, notamment son refus d'utiliser le terme « génocide »,,,, et ses précédents votes au Parlement européen où il vote contre des amendements reconnaissant les bombardements israéliens suivant le 7 octobre 2023 comme étant des crimes de guerre et la libération des prisonniers politiques palestiniens, avec priorité pour les enfants détenus.   
En raison de sa bonne dynamique de campagne, il est de plus en plus pris pour cible à l'approche de la date du scrutin, notamment par une campagne de désinformation pro-chinoise qui le qualifie d'agent de la CIA en raison de son poste de conseiller auprès de Mikheil Saakachvili. Cette campagne est vue comme des représailles suite à son engagement contre le génocide culturel des Ouïghours et est relayée par le Rassemblement national, une partie de la gauche radicale, et les candidats souverainistes dont François Asselineau,,.   
Il subit également des attaques antisémites, ses affiches se voyant taguées de croix gammées dans les dernières semaines de campagne. La liste à laquelle il appartient arrive à la troisième place du scrutin avec 13,8 % des voix, manquant de peu de battre la liste présidentielle, et obtient treize sièges pour sa liste.

##### Soutien froid du Nouveau Front populaire
Sa victoire est néanmoins rapidement éclipsée par l'annonce de la dissolution de l'Assemblée nationale par Emmanuel Macron le soir même des élections européennes. Alors que les quatre partis de gauche se réunissent sous la bannière du Nouveau Front populaire initiée par François Ruffin, il se montre peu enthousiaste à l'idée de « refaire la NUPES », ne voulant pas rejoindre une alliance aux conditions posées par La France insoumise,. Il finit accepter la nouvelle union de la gauche, après avoir obtenu des garanties sur le soutien à l'Ukraine et la lutte contre l'antisémitisme,  pour éviter l'arrivée au pouvoir de l'extrême droite tout en excluant catégoriquement un gouvernement dirigé par Jean-Luc Mélenchon. Place Publique obtient un unique député en la personne d'Aurélien Rousseau, ancien ministre de la Santé d'Emmanuel Macron sous le gouvernement Borne.

#### Deuxième mandat européen (depuis 2024)
Les élections législatives passées et le risque d'un gouvernement Rassemblement national écarté, il appelle la gauche à revenir à l'idée qu'il défendait pendant les élections européennes : s'éloigner de La France insoumise,,. À ce titre, il refuse de soutenir toute candidature étiquetée par le mouvement de Jean-Luc Mélenchon, estimant le Nouveau Front populaire comme un accord de circonstance, ce qui ne justifie plus un soutien à un insoumis : Lyes Louffok se voit ainsi refuser le soutien de Place Publique lors d'une élection partielle en Isère malgré le soutien initial de l'antenne locale du mouvement, un acte qui cristallise les tensions à gauche,,.
En 2025, il indique souhaiter peser sur la prochaine élection présidentielle. Il ne se montre toutefois pas favorable à une primaire telle que souhaitée par François Ruffin et Olivier Faure,.

## Prises de position

### Positionnement
Raphaël Glucksmann s'oppose tant au nationalisme qu'aux idéologies islamistes, allant jusqu'à comparer les deux en affirmant qu'ils se renforcent l'un l'autre. Pour lui, toutefois, « Le projet de l’extrême droite est politiquement plus dangereux que celui des jihadistes, car il n’y aura jamais de califat en France ».  Raphaël et André Glucksmann étaient tous deux présents au meeting du 29 avril du candidat de l'UMP à l'élection présidentielle de 2007, qui avait alors déclaré souhaiter « liquider l'héritage de 68 »,. En 2008, Raphaël Glucksmann publie son premier livre, coécrit avec son père et intitulé Mai 68 expliqué à Nicolas Sarkozy. Ils y écrivent notamment : « Notre président a promis d'enterrer Mai 68. N'est-il pas plutôt son héritier rebelle ? » Ils suivent ainsi la thèse libérale voulant que Mai 68 n'ait été qu'une révolution anti-totalitaire. L'Humanité mentionne les éloges envers Nicolas Sarkozy à cette époque qu'il décrit comme quelqu'un qui « brise les tabous » en faisant preuve de « liberté et d'insolence ».
En 2015, Raphaël Glucksmann estime que le soutien apporté par son père à Nicolas Sarkozy en 2007 était une erreur. Il affirme avoir été « athée en politique à ses débuts », et s'être déplacé vers la gauche « par dépit », Sarkozy ayant selon lui « quitté le champ de l’acceptabilité républicaine ».
Lors de la campagne pour l'élection présidentielle de 2017, il déclare ultérieurement avoir soutenu le candidat du Parti socialiste, Benoît Hamon, à qui il transmet une note sur des thèmes comme les droits de l'homme pour un discours au palais omnisports de Paris-Bercy. Au second tour du scrutin, Raphaël Glucksmann apporte son soutien à Emmanuel Macronet déclare que « Macron doit gagner haut la main ! ». Après l'élection, il se dit « fier » de la victoire de celui-ci contre Marine Le Pen, tout en regrettant sa « philosophie individualiste ». Après le premier tour des élections législatives qui suivent, il estime que « le Parti socialiste est mort ». Le 1er juillet 2017, il participe à la journée de lancement du Mouvement du 1er juillet — qui deviendra Génération.s —, aux côtés de Benoît Hamon.

### Affaires étrangères
Raphaël Glucksmann est un partisan de l'Union européenne,, de la social-démocratie et du fédéralisme européen,. Il partage un temps une position atlantiste paternelle,. Sur ce sujet, il se rapproche des positions de Nicolas Sarkozy avant de le regretter,.
En 2019, il déclare au magazine Marianne que la France doit rester dans l'OTAN et qu'il faut donc maintenir les relations entre l'OTAN et l'Union européenne à défaut de pouvoir « assumer le rôle de défense collective ». Ainsi, il est en faveur d'une défense commune européenne. Dans une chronique du Soir publiée en 2022 sur les bouleversements de l'atlantisme conventionnel, Glucksmann est décrit comme un auteur atlantiste libéral confronté à une « internationale transatlantique illibérale » en référence à la politique de Viktor Orbán.
Il estime que la France a joué un rôle dans le génocide des Tutsis au Rwanda.
Lors de l'invasion de l'Ukraine par la Russie, il préconise, dans une tribune parue dans Le Monde, que l'Europe mette fin aux importations de gaz et de pétrole russes et fournisse davantage d'armes aux forces ukrainiennes. Glucksmann, qui estime que la paix en Europe serait menacée si l'Ukraine s'effondrait, qualifie les partis qui ne défendent pas un renforcement du soutien à l'Ukraine de « pseudo pacifistes » qui « n'œuvrent pas à la paix, mais à la défaite des démocraties ». Plusieurs critiques émanant du PCF et de LFI le qualifient de « va-t-en-guerre », à l'instar du journal L'Humanité, qui lui trouve « un certain opportunisme ».
Restant, selon certains, proche des positions d'Emmanuel Macron sur le libéralisme, l'Europe fédérale et l'Ukraine, il est même favorable à plus de soutien à cette dernière et déclare, lors de la campagne européenne de 2024 comme de 2019, que la France devrait totalement entrer en économie de guerre. Lors des élections européennes de 2019, il propose une taxation des plus hauts patrimoines pour financer le soutien à l'Ukraine, ainsi qu'un passage en économie de guerre pour aider militairement l'Ukraine sans financer l'industrie de l'armement américaine. Glucksmann soutient l'intégration de l'Ukraine à l'Union européenne et la possibilité pour elle de rejoindre l'OTAN. Il critique Emmanuel Macron pour son plaidoyer en faveur d'un rapprochement avec la Russie et s'insurge contre Ségolène Royal quand elle remet en question certains des crimes commis lors de l'invasion russe de l'Ukraine,. Le politologue Rémi Lefebvre note que « son côté très atlantiste pouvait le pénaliser il y a quelques années [mais] lui sert aujourd’hui à être identifié contre Poutine ». Cependant, face aux critiques d'une partie de la gauche, Raphaël Glucksmann soutient que qualifier la position pro-ukrainienne d'alignée sur Washington ou d'atlantiste est « faux ».
Il contribue à une campagne de sensibilisation sur les réseaux sociaux concernant le génocide culturel des Ouïghours, avec Dilnur Reyhan, présidente de l'Institut ouïghour d'Europe. Au début de l'année 2021, comme d'autres députés européens, il est l'objet de sanctions de la part de la Chine (interdiction d'y entrer ou d'y faire des affaires), en raison de son soutien à la minorité persécutée des Ouïghours. En novembre 2021, Glucksmann conduit sept membres du Parlement européen à Taïwan pour envoyer un signal fort en faveur de l'île autonome, malgré une menace de représailles de la Chine.
En mars 2024, il refuse l'emploi du terme « génocide » à l'endroit de la population palestinienne dans la guerre d'Israël sur Gaza et l'explique en déclarant avoir « un emploi extrêmement précautionneux du terme ». Il dénonce toutefois un « carnage » à Gaza ainsi que le « blocus ». En avril 2024, il affirme la légitimité de la direction de Sciences Po Paris à faire évacuer ses locaux lors de l'occupation de l'établissement en soutien aux Palestiniens.

### Immigration
Glucksmann propose, lors des élections européennes de 2019, une version européenne de l'opération Mare Nostrum.
Il prône, lors des élections européennes de 2024, une sortie du règlement Dublin III pour un meilleur partage de l'accueil des migrants entre les pays européens. Il critique le Pacte sur la migration et l'asile, affirmant qu'il ne résout pas le « chaos des politiques migratoires européennes » et ne garantit pas la solidarité entre les États membres. Il prône des règles uniformes pour tous les États membres et estime nécessaire une politique migratoire permettant des aller-retours entre les pays d'origine et d'accueil.
Il défend la création de voies d'immigration légales en Europe, proposant le développement de quotas, basés sur les besoins économiques des États. Il propose ainsi une immigration de travail pour répondre à la pénurie de main-d'œuvre dans certains secteurs. Cette mesure est jugée difficilement réalisable par François Héran, en raison de la souveraineté des États membres sur leur politique migratoire, tandis que Matthieu Tardis, co-directeur au sein du centre de recherches Synergies migrations, estime que les visas de travail ne seraient pas accessibles aux mêmes personnes que celles qui empruntent les routes migratoires dangereuses vers l'Europe.

### Écologie
Dans son programme pour les élections européennes de 2019, il prône une alliance entre socialisme et écologie, proposant un « pacte finance-climat-biodiversité » mobilisant jusqu'à 400 milliards d'euros par an pour la transition écologique et la création d'emplois.
Lors des élections européennes de 2024, il propose une taxation des plus hauts patrimoines pour financer la transition écologique. Glucksmann appelle également à investir dans les énergies renouvelables pour qu'elles représentent 70 % du mix énergétique européen. Il évite de prendre une position tranchée sur le nucléaire, affirmant qu'en sortir ne peut pas être un objectif, sans se prononcer sur sa place dans la production énergétique.
Il défend le Pacte vert pour l'Europe et propose, dans son programme, de lancer un grand plan de rénovation énergétique des logements et des bâtiments, en commençant par les écoles. Il soutient également le droit à la réparation pour combattre l'obsolescence programmée et appelle à un protectionnisme écologique européen, proposant un « Buy European Act » réservant les commandes publiques aux productions européennes. Il envisage également de lancer un « pacte bleu européen » pour protéger les océans et renforcer le transport ferroviaire, notamment le fret ferroviaire et les trains de nuit.

### Défense
Lors des élections européennes de 2019, il propose un encadrement plus strict des exportations d'armes. Lors de celles de 2024, il propose la création d'un fonds de défense de 100 milliards d'euros, financé par un nouvel emprunt européen. Il estime nécessaire d'accroître les capacités de production d'armement et de conclure des contrats à long terme avec les industriels français.

### Économie
Lors des élections européennes de 2024, Glucksmann définit son programme comme « opposé au libre-échange ». Il s'oppose aux agences de notation, propose une taxation plus forte des milliardaires pour financer les politiques publiques et défend une réforme de la Politique agricole commune.

### Mesures sociales
Lors des élections européennes de 2019, il propose un salaire minimum pour chaque pays européen et un congé parental égalitaire de huit mois.

### Corrida
Raphaël Glucksmann est membre du Comité d'honneur de la FLAC (Fédération des Luttes pour l'Abolition des Corridas) depuis le 14 février 2021.

## Résultats électoraux

### Élections européennes
Les résultats ci-dessous concernent uniquement les élections où il est tête de liste.
| Année | Liste | Liste        | Circonscription | Voix      | %    | Rang    | Sièges | Groupe |
| ----- | ----- | ------------ | --------------- | --------- | ---- | ------- | ------ | ------ |
| 2019  |       | PP-PS-ND-PRG | France          | 1 403 170 | 6,19 | 6e      | 6 / 79 | S&D    |
| 2024  | PP-PS | 3 424 216    | France          | 13,83     | 3e   | 13 / 81 |        | S&D    |

## Publications
- Je vous parle de liberté : entretiens de Mikheil Saakachvili, Paris, Hachette Livre, 2008, 207 p. (ISBN 978-2-01-237648-9).
- avec André Glucksmann, Mai 68 expliqué à Nicolas Sarkozy, Paris, Éditions Denoël, 2008, 233 p. (ISBN 978-2-207-26007-4)
- Génération gueule de bois. Manuel de lutte contre les réacs, Paris, Allary Éditions, 2015, 171 p. (ISBN 978-2-37073-040-4)
- Notre France. Dire et aimer ce que nous sommes, Paris, Allary Éditions, 2016, 304 p. (ISBN 9782370730763)
- Les Enfants du vide. De l'impasse individualiste au réveil citoyen, Paris, Allary Éditions, 2018, 211 p. (ISBN 978-2-37073-162-3)
- Lettre à la génération qui va tout changer, Paris, Allary Éditions, 2021, 181 p. (ISBN 978-2-37073-140-1)
- La grande confrontation, Paris, Allary Éditions, 2023, 183 p. (ISBN 978-2-37073-453-2)